# Simone Buchanan
Simone Buchanan (* 11. März 1968 in Marrickville, Sydney) ist eine australische Schauspielerin, die insbesondere durch die Serien Hey Dad!, Auf und davon, Pacific Drive und Nachbarn bekannt wurde.

## Leben
Simone Buchanan wurde 1968 in Marrickville, einem Vorort von Sydney geboren. Dort besuchte sie als Kind die Avalon Primary School. Die Familie Buchanan brachte mehrere Schauspieler hervor. Ihre Schwester Beth spielte in der Serie Nachbarn (Neighbours) mit und ihr Bruder Miles spielt Theater.
Ihre ersten Rollen bekam Simone Buchanan in australischen Kinderserien des Senders ABC Government Broadcasting Network. 1982 spielte sie eine der Hauptrollen in der Serie Runaway Island, die in Deutschland unter dem Namen Auf und davon im Fernsehen lief. 1986 bekam sie ebenfalls eine Hauptrolle in der Sitcom Hey Dad!. Bis 1990 spielte sie die Rolle der Debbie Kelly.
Später bekam sie einige Rollen in diversen Fernsehspielen und Serien. Besondere Aufmerksamkeit hatte sie als Vergewaltigungsopfer in dem Film Shame. Ihre letzte größere Rolle hatte Simone Buchanan in der Serie Pacific Drive.
1998 bekam Buchanan ihren ersten Sohn und zog sich erst einmal vom Fernsehgeschäft zurück. 2008 heiratete sie und gebar 2010 einen durch In-vitro-Fertilisation gezeugten zweiten Sohn.
Ihre Rolle als Samantha Fitzgerald in der Serie Nachbarn spielte sie erstmals 2008 für drei Monate. Aufgrund des Erfolgs beim Publikum wurde sie 2008/2009 für eine zweite Dreimonatsperiode engagiert, 2010 für einen Monat und 2020 erneut. Außerdem absolvierte sie den praktischen Teil einer Ausbildung zum Regisseur 2018 am Set von Nachbarn. 

## Filmografie (Auswahl)
- 1978: A Good Thing going (Fernsehfilm)
- 1979: Meine brillante Karriere (My brilliant career)
- 1980–1983: Secret Valley (Fernsehserie, 13 Folgen)
- 1981: Gummibärchen und Skalpell (Doctors and Nurses)
- 1981: Lauf, Rebecca, lauf! (Run Rebecca, Run!)
- 1982: Enid Blyton – Das Geheimnis um Castle House (The mystery at Castle House)
- 1982: Runaway Island (Fernsehfilm)
- 1983: Carson’s Law (Fernsehserie)
- 1983: Die Bucht der Gefahr (Platypus Cove)
- 1984: Rückkehr ins Hochland (High Country, Fernsehfilm)
- 1984: Run Chrissie, Run!
- 1984–1985: Auf und davon! – Abenteuer im 5. Kontinent (Runaway Island, Fernsehserie, 8 Folgen)
- 1984–1991: Das Buschkrankenhaus (A Country Practice, Fernsehserie, 4 Folgen)
- 1985: Die fliegenden Ärzte (The Flying Doctors, Miniserie, 3 Folgen)
- 1985–1986: Sons and Daughters (Fernsehserie, 22 Folgen)
- 1987–1994: Hey Dad..! (Fernsehserie, 167 Folgen)
- 1988: Schande (Shame)
- 1993: G.P. (Fernsehserie, 1 Folge)
- 1993–1994: Die fliegenden Ärzte (R.F.D.S., Fernsehserie, 13 Folgen)
- 1996–1997: Pacific Drive (Fernsehserie, 389 Folgen)
- 1998: All Saints (Fernsehserie, 1 Folge)
- 1999: Water Rats – Die Hafencops (Water Rats, Fernsehserie, 1 Folge)
- 2000–2003: Blue Heelers (Fernsehserie, 2 Folgen)
- 2003: Stingers (Fernsehserie, 1 Folge)
- 2004: Swimming to the Boy (Kurzfilm)
- 2005: Forced Entry (Kurzfilm)
- 2005: Push (Kurzfilm)
- 2006: End of Town (Kurzfilm)
- 2006: McLeods Töchter (McLeod’s Daughters, Fernsehserie, 1 Folge)
- 2008–2020: Nachbarn (Neighbours, Fernsehserie, 91 Folgen)
- 2013: Patrick
- 2014: Upper Middle Bogan (Fernsehserie, 1 Folge)
- 2017: Boar